# Wan Letian
Wan Letian (en chino: 万乐天; Jiangxi, 12 de agosto de 2004) es una deportista china que compite en natación, especialista en el estilo espalda.
Participó en los Juegos Olímpicos de París 2024, obteniendo una medalla de bronce en la prueba de 4 × 100 m estilos. Ganó una medalla de  en el Campeonato Mundial de Natación de 2025, en la prueba de 50 m espalda.

## Palmarés internacional
| Juegos Olímpicos   | Juegos Olímpicos    | Juegos Olímpicos  | Juegos Olímpicos  |
| Año                | Lugar               | Medalla           | Prueba            |
| ------------------ | ------------------- | ----------------- | ----------------- |
| 2024               | París (Francia)     | Medalla de bronce | 4 × 100 m estilos |
| Campeonato Mundial |                     |                   |                   |
| Año                | Lugar               | Medalla           | Prueba            |
| 2025               | Singapur (Singapur) | Medalla de bronce | 50 m espalda      |